# 湿布
湿布（しっぷ）とは、ある程度の水分を含んだ布を意味し、主に物に効果を与えるために貼って用いるものである。

## 医薬品としての湿布
大別すると、温湿布と冷湿布の2種類に分けられる。主に筋肉の緊張を和らげる目的で用いられる他、打ち身・ねんざや皮膚病などの治療のために使用されるものもある。水分が多いため肌への密着度が高く、薬効成分が効率的に浸透する。布の部分はその薬部分を保護して貼ったままでの活動を容易にし、長時間の保持にも役立つ。
古くには、馬肉のスライスが打ち身などに効く湿布として用いられたり、練った生薬を布に塗布して肌に貼ったりしている。現代でもそれは行われているが、市販品としては腰痛や肩こり・筋肉痛の緩和のための湿布薬が普及している。
素材面からみると「パップ剤」と「テープ剤（さらに薄いものをプラスター剤と呼ぶ）」に分けられる。詳細は外用薬#貼付（ちょうふ）剤を参照のこと。
欧米では、痛みには飲み薬が処方されることが一般的であり、湿布は用いられても薬扱いされていないことが多い。

### 冷湿布と温湿布
冷湿布（英: Cold Patch）
主に炎症・痛みの抑制・治療を狙ったもの。筋肉痛や肩こりなど、急性の痛みの緩和に効果的。冷却成分はカンフルやメントール、ハッカ油など。皮膚の冷感点を刺激する。受容体レベルでは、TRPM（transient receptor potential ion channels、Mはメラスタチン反応性より）受容体が関与しているものと思われる。
温湿布（英: Thermal Patch、英: Heat Patch）
主に血行の改善を狙ったもの。単純に温度を高くしたものから、トウガラシエキス(カプサイシン)、ノニル酸ワニリルアミドなどを含んだものもある。皮膚の温感点を刺激することから、慢性疾患あるいは腫脹緩解後の炎症性疾患に用いられる。温度もカプサイシンも、TRPV受容体 (transient receptor potential protein vanilloid receptor) を刺激し、効果を発揮しているものと思われる。カプサイシンを用いたものによる除痛作用は、受容体への反復刺激によるダウンレギュレーションが関与しているとも言われる。

### 第二世代の湿布
第二世代の湿布とはイブプロフェン（ブルフェン®、エスタックイブ）、ジクロフェナク（ボルタレン®）、インドメタシン（バンテリン®）、フェルビナク（フェイタス®）、ケトプロフェンなど、強力な消炎鎮痛剤 (NSAIDs) を配合したもの。炎症の四徴の内、発赤や熱感は、ヒスタミンやセロトニンによって引き起こされるので、NSAIDsは、著効しない。適切な時に使用すれば、強い鎮痛作用がある。痛みの原因が筋肉疲労でない場合は、原因疾患の治療が必要である。

### 処方の制限
2015年3月19日、日本政府の規制改革会議に設置された「健康・医療ワーキングチーム」にて、第一世代の湿布薬については医療給付の対象から外すとともに処方に制限を設けることが議論された。結果的に2016年度から、一回の処方において70枚の上限が設定されることとなった。

## 使用上の注意
製品にもよるが大人用の湿布は子供に使用してはいけない。効果が強すぎて肌がかぶれ、剥がせなくなってしまうためである。特にインドメタシンの成分の湿布には注意する必要がある。

### 副作用
湿布に限らず、貼付剤全般に起こり得る副作用として、貼付部の皮膚にかぶれ（接触性皮膚炎）を生ずることがある。特に、高齢者においては、65歳未満の者に比べて貼付部の皮膚に接触性皮膚炎のような副作用が起こる確率が有意に高いことが知られているため、注意を要する。
NSAIDs配合の第二世代湿布（貼付薬、外用薬）については、NSAIDs全般に見られる副作用に注意を要する。特にケトプロフェン配合の湿布薬剤については光線過敏症などの副作用に注意を要する。特に欧州医薬品庁においては2010年7月に一般用医薬品としての販売を停止するとされたが、日本における対応は不明である。

### においの商標権
アメリカでは久光製薬がサリチル酸メチルとＬ-メントールの含まれた「サロンパス」においを商標登録している。